# Dasyhelea johannseni
Dasyhelea johannseni är en tvåvingeart som först beskrevs av Malloch 1915.  Dasyhelea johannseni ingår i släktet Dasyhelea och familjen svidknott.
Artens utbredningsområde är Kalifornien. Inga underarter finns listade i Catalogue of Life.